# Station Mallaig
Mallaig is een spoorwegstation van National Rail in Highland in Schotland. Het station is eigendom van Network Rail en wordt beheerd door ScotRail. 